# Ophion inutilis
Ophion inutilis är en stekelart som beskrevs av Smith 1876. Ophion inutilis ingår i släktet Ophion och familjen brokparasitsteklar.

## Underarter
Arten delas in i följande underarter:
- O. i. distinctus
- O. i. nigravarius
- O. i. nigrafoveatus
- O. i. intermedius
- O. i. vittatus